# Lee Smolin
Pour les articles homonymes, voir Smolin.
Lee Smolin, né le 6 juin 1955, est un théoricien de la physique, écrivain et professeur américain. Il est, avec Carlo Rovelli, l'un des fondateurs de la gravitation quantique à boucles (Loop Quantum Gravity en anglais), une des principales approches d'unification de la relativité générale et de la mécanique quantique, les deux grandes théories du XXe siècle. Il est actuellement chercheur à l'Institut Perimeter (Waterloo, Ontario, Canada), institut consacré à la physique théorique. Il est l'auteur de plusieurs ouvrages de vulgarisation scientifique, dont The Life of The Cosmos (qui traite de sa théorie sur les Univers féconds) et Three Roads to Quantum Gravity (un ouvrage présentant les trois principales approches de la gravitation quantique, dont la gravitation quantique à boucles et la théorie des cordes) ainsi que d'un ouvrage où il développe ses vues sur la physique d'aujourd'hui The trouble with Physics - The Rise of String Theory, the Fall of a Science, and What comes next, traduit en français sous le titre Rien ne va plus en physique ! L'échec de la théorie des cordes.

## Principes physiques de Smolin
Lee Smolin et Roberto Mangabeira Unger ont construit un ensemble d'hypothèses constituant une philosophie de la nature :
1. Il n'y a qu'un seul Univers. Il n'y en a pas d'autre ni quoi que ce soit qui lui soit isomorphe.
2. Tout ce qui est réel est réel à un instant donné, qui est une succession d'instants. Tout ce qui est vrai est vrai à l'instant présent.
3. Tout ce qui est réel à un instant est un processus de modification menant à l'instant suivant ou au futur. Tout ce qui est réel est donc le résultat d'un processus à l'intérieur duquel il est la cause, ou il implique, les instants futurs.
4. Les mathématiques sont déduites de l'expérience comme une généralisation de régularités observées où le temps et les particularités sont supprimées.

## Enfance et études
Smolin est né à New York en 1955. Il finit son baccalauréat au Hampshire College en juin 1975, spécialité « physique et philosophie ». Par la suite, en mars 1978, il obtient sa maîtrise à Harvard puis devient docteur en physique théorique en juin de l'année suivante. Sa thèse était intitulée : « Études sur la gravitation quantique ».

## Travaux
Il a travaillé dans différents instituts et universités, en collaboration avec plusieurs physiciens, mais ses principaux emplois furent au Pennsylvania State University et à Perimeter Institute for Theoretical Physics. Ces principaux travaux se concentrent sur la gravitation quantique à boucles, bien qu'il contribue aussi à l'avancement de la théorie des cordes, et sur les Univers féconds (ou « sélection naturelle cosmologique »).

### Gravitation quantique à boucles
« La gravitation quantique à boucles décrit l’espace comme un réseau dynamique de relations ».
Grosso modo, l'espace-temps ne serait pas continu et uniforme, mais granulaire et discontinu. Il existerait un espace et un temps indivisibles. Cette théorie simple à se représenter et élégante a fait ses preuves sur plusieurs points de vue, comme l'explication des aires et des volumes en géométrie, mais laisse à désirer encore sur la dynamique.

### Sélection naturelle cosmologique
Dans son livre The Life of the Cosmos, Smolin propose d'appliquer la sélection naturelle à la cosmologie, de sorte que l'univers que nous connaissons serait le résultat de l'évolution par mutation d'univers plus anciens. C'est la théorie des univers féconds.
Smolin avance qu'un univers pourrait en engendrer un autre lors de la formation d'un trou noir. Les constantes fondamentales de la physique, comme  la vitesse de la lumière dans le vide, seraient différentes d'un univers à l'autre. De telles variations pourraient entraîner une variation de la probabilité de formation des trous noirs dans un univers donné, c'est-à-dire sa fécondité. Pour Smolin, les univers les plus féconds, c'est-à-dire susceptibles de produire le plus de "bébé-univers", sont les univers riches en carbone et en oxygène, soit les univers qui sont également susceptibles d'abriter la vie telle que nous la connaissons. Une telle théorie est une réponse au principe anthropique fort.
Certaines critiques mettent en avant le fait que cette théorie n'est pas scientifique car elle ne peut être testée (aucune observation ou expérience ne pourrait la corroborer ou l'infirmer). Smolin réplique que l'étude des trous noirs de notre univers pourrait conduire à réfuter sa théorie, qui fait un certain nombre de prédictions.

## Ouvrages
- The Life of the Cosmos, éd. Oxford University Press, 1997  (ISBN 9780195108378)
- Three roads to quantum gravity, éd. Basic Books, 2001  (ISBN 0465078354 et 9780465078356)
- Rien ne va plus en physique ! L'échec de la théorie des cordes, éd. Dunod, 2007  (ISBN 978-2100507023).
- Time Reborn: From the Crisis in Physics to the Future of the Universe, éd. Houghton Mifflin Harcourt, 2013  (ISBN 978-0547511726).
- La renaissance du temps. Pour en finir avec la crise de la physique, Dunod, 2014  (ISBN 978-2100706679)
- La révolution inachevée d'Einstein, Dunod, 2019